# رابرت گراهام (فیزیکدان)
 رابرت گراهام (انگلیسی: Robert Graham؛ زاده ۱۱ فوریه ۱۹۴۲) یک فیزیک‌دان اهل آلمان است.